# ブルーダー
『ブルーダー』は原作：周防瞭、作画：盛田賢司による日本の漫画作品。『ビッグコミックスピリッツ』（小学館）にて1999年に連載されていた。単行本は全3巻。

## 概要
幼い頃生き別れになった兄弟が大人になって全く別の道を歩んでいたがふとしたことで再会し、敵対しながらも引き合う姿を描く。

## 登場人物
立脇　仁（たてわき　ひとし）
竜山組に身を置く極道の青年。3年の懲役から戻ってきたばかりである。
一乃瀬　正（いちのせ　ただし）
西新銀行に入ったエリートサラリーマン。実は仁の弟だが、両親の死後養子に出された。仁が銀行に脅しをかけたことで彼を兄と知らず憎悪するようになる。額に傷がある。
竜山
仁が世話になっている竜山組の組長。仁に西新銀行への恐喝を命令する。
弓香（ゆみか）
仁の恋人。仁と交際していることは周囲には言っていない。
藤沢
竜山組幹部。